# Dollarthafen
Der Dollarthafen war ein nie realisiertes Hafenbauprojekt in der Meeresbucht Dollart, das der Stadt Emden mit ihrer damals hohen Arbeitslosigkeit von etwa 20 Prozent eine wirtschaftliche Belebung bescheren sollte. Die Planungen begannen in den frühen 1970er Jahren. Doch nicht nur aus Gründen des Umweltschutzes, sondern vor allem durch allzu optimistische Prognosen zur wirtschaftlichen Entwicklung und an Finanzierungsproblemen scheiterte das Projekt 1988. Auch das Nachfolgeprojekt, genannt Vorhafenprojekt, wurde aus wirtschaftlichen Erwägungen nicht realisiert und 1994 offiziell beendet.

## Geschichte
Der bestehende Emder Hafen hatte seit den 1970er Jahren auf Grund der wirtschaftlichen Lage einen starken Rückgang des Güterumschlags zu verzeichnen. Außerdem musste permanent die Fahrrinne freigebaggert werden, weil durch die starke Ablagerung von Schlick durch den Gezeitenwandel die für große Seeschiffe erforderliche Fahrrinnentiefe nicht sichergestellt ist. Darüber hinaus entsprach die Seeschleuse von 1913 nicht mehr den Anforderungen der Großschifffahrt. Daher wurde ein Großprojekt geplant, das diese Probleme beseitigen sollte und außerdem der Stadt Emden einen wirtschaftlichen Aufschwung bescheren sollte. Vor allem die von dem Großprojekt betroffenen Niederlande verzögerten nicht nur aus ökologischen Gründen das Projekt, sondern auch auf Grund des bis heute nicht geklärten Grenzverlaufs zu Deutschland im Dollart. Am 10. September 1984 wurde mit der Unterzeichnung des Vertrages über die Zusammenarbeit im Bereich von Ems und Dollart, sowie in den angrenzenden Gebieten (Kooperationsvertrag Ems–Dollart) im Emder Rathaus zwischen den Niederlanden und Deutschland der Weg für die Realisierung des Vorhabens freigemacht. Die sich in jener Zeit entwickelnden wirtschaftlichen und finanziellen Verhältnisse führten jedoch zum Abbruch des Projekts Dollarthafen.

## Planung
Das Becken des Dollarthafens sollte eine Länge von neun Kilometern erreichen und als Tiefwasserhafen in den Lauf der Ems hinein gebaut werden. Dazu gehörte eine neue Seeschleuse, eine größere Fahrrinnentiefe, die das bisherige Leichtern der Schiffe, also das teilweise Entladen – damit der Tiefgang verringert wird, überflüssig machen sollte und eine damit verbundene Umleitung der Ems. Doch die in der Kalkulation errechneten Einsparungen an Kosten für die Ausbaggerung des Schlicks von damals jährlich 13.000.000 DM sowie die Schaffung von 24.000 neuen Arbeitsplätzen erwiesen sich als illusorisch. Auch die ursprünglich angesetzten Baukosten in Höhe von 435 Millionen DM erhöhten sich nach einer neuen Berechnung auf 1,5 Milliarden DM. Daher kam der geplante Baubeginn im Jahre 1978 nicht zustande; das Projekt wurde 1988 schließlich endgültig eingestellt.